# Lasse Bøchman
Pour les articles homonymes, voir Bochmann.
Lasse Bøchman, né le 13 juin 1983 à Næstved, est un coureur cycliste danois.

## Biographie
Lasse Bøchman naît le 13 juin 1983 à Næstved au Danemark.

## Palmarès
- 2000
  - 2e du championnat des Pays nordiques du contre-la-montre juniors
- 2004
  - 2e du championnat du Danemark du contre-la-montre espoirs
  - 3e du championnat du Danemark du contre-la-montre par équipes
- 2005
  - 3e du championnat du Danemark du contre-la-montre espoirs
- 2010
  - Classement général de la Flèche du Sud
- 2011
  -  Champion du Danemark du contre-la-montre par équipes
  - Flèche du Sud :
    - Classement général
    - 3e étape

  - 3e du Rhône-Alpes Isère Tour
  - 3e de la Post Cup
- 2012
  -  Champion du Danemark du contre-la-montre par équipes
- 2013
  - 2e du Randers Bike Week
- 2014
  - 2e de l'Hadeland GP
  - 2e du championnat du Danemark du contre-la-montre par équipes

## Classements mondiaux
| Année           | 2005 | 2006 | 2007 | 2008 | 2009 | 2010 | 2011 | 2012 | 2013 | 2014 |
| --------------- | ---- | ---- | ---- | ---- | ---- | ---- | ---- | ---- | ---- | ---- |
| UCI Europe Tour | 556e | 681e | 401e |      |      | 157e | 196e | 668e |      | 370e |